# ترمینال نفت کینگزبری
ترمینال نفت کینگزبری (انگلیسی: Kingsbury Oil Terminal) پایانه صادرات و واردات نفت خام و فراورده‌های نفتی متعلق به شرکت‌های بی‌پی، والرو انرژی و رویال داچ شل است، که در شهر کینگزبری، انگلستان مستقر می‌باشد.